# فرایبورگ

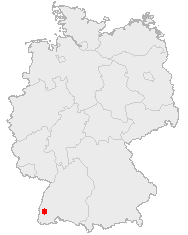
محل شهر فرایبورگ بر روی نقشه آلمان

فرایبورگ (به آلمانی: Freiburg im Breisgau) () (به آلمانیش:فِرایبورک ایم بِرایسْگائو)شهری است در جنوب‌غرب آلمان.
این شهر در جنوب‌غربی ایالت بادن-وورتمبرگ و حاشیهٔ جنوب‌غربی جنگل سیاه (به آلمانی: Schwarzwald) واقع شده است. این شهر با ۲۰۵ هزار نفر جمعیت یکی از گرم‌ترین و پرآفتاب‌ترین شهرهای آلمان است. در طول جنگ جهانی دوم، ۸۰٪ شهر با بمب نابود شده بود، ولی بعد از خاتمهٔ جنگ، بیشتر ویرانه‌ها دوباره عین مدل تاریخی شهر بازسازی شد.

## برنامه ساخت نیروگاه هسته‌ای و مقاومت مدنی مردم

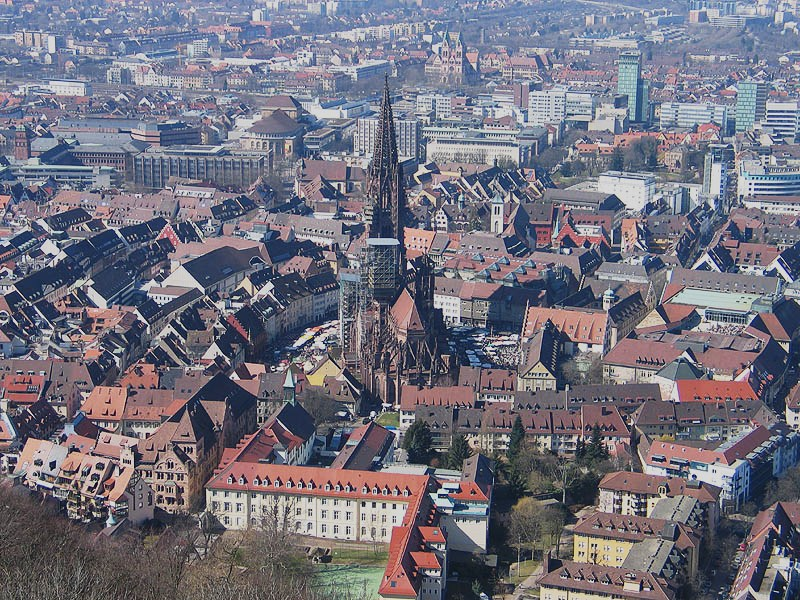
شهر فرایبورگ از قلعه Schlossberg

در سال ۱۹۷۰ ایالت بادن-وورتمبرگ تصمیم به ساخت یک نیروگاه هسته‌ای در ویل (Wyhl) گرفت که تنها ۳۰ کیلومتر با فرایبورگ فاصله دارد. این تصمیم با مخالفت مردم فرایبورگ روبرو شد و اعتراض‌ها و نافرمانی‌های مدنی بزرگی توسط مردم شکل گرفت که در نهایت مردم پیروز شدند و ساخت این نیروگاه هسته‌ای در سال ۱۹۷۵ متوقف شد. این امر در بین مردم شهر هوشیاری نسبت به محیط زیست ایجاد کرد و برای یافتن انرژی‌های تمیز و جایگزین تحقیقات و پروژه‌های مختلفی در این زمینه آغاز و شبکه بزرگی از سازمان‌ها، موسسه‌های تحقیقاتی و تجاری ایجاد شدند. در سال ۱۹۸۶ فاجعهٔ نیروگاه چرنوبیل به مردم شهر نشان داد که ایستادگی‌شان در مقابل ایجاد نیروگاه هسته‌ای صحیح بوده و شهرداری فرایبورگ نیز رای به ایجاد برنامه‌ای آینده‌نگر در زمینهٔ انرژی داد. امری که امروزه فرایبورگ را به معروف‌ترین شهر خورشیدی اروپا و پایتخت اکولوژیک آلمان تبدیل کرده است.

## دهکده خورشیدی
در منطقه‌ای از شهر فرایبورگ که سابقاً پایگاه نظامی فرانسه بود امروزه ۲۰۰۰ خانهٔ «مهربان با محیط زیست» وجود دارد. بخشی از این خانه‌ها (۵۰ خانه) زیر مجموعه پروژه‌ای هستند با عنوان دهکده خورشیدی. تمامی خانه‌های این دهکده مجهز به سلول‌های خورشیدی بر روی سقف خود هستند و این جامعه کوچک تمامی انرژی الکتریکی خود را از طریق همین سلول‌هایی که بر روی سقف خانه‌ها نصب شده‌اند تهیه می‌کند. رولف دیش (Rolf Disch) معمار و طراح این خانه‌های خورشیدی است که اولین سلول‌ها را بر روی سقف خانهٔ خودش نصب کرده. اهالی این دهکدهٔ خورشیدی نه تنها انرژی مورد استفاده خود را از طریق همین سلول‌های خورشیدی تأمین می‌کنند بلکه ۳–۴ برابر مصرف خود الکتریسیته تولید می‌کنند و در نتیجه با فروش این الکتریسیته مازاد درآمدی نیز برای خود ایجاد کرده‌اند. با اینکه خرید این خانه‌های مجهز بسیار گران‌تر از خانه‌های معمولی باشد ولی خریدار از پرداخت هزینه‌هایی مثل گرمایش و الکتریسیته رها می‌شود و با فروش الکتریسیته در درازمدت می‌تواند حتی هزینه خرید خانه را جبران کند.

## خواهرخواندگی
در سال ۲۰۰۰ (میلادی)، خواهرخواندگی فرایبورگ با اصفهان اعلام شد. این شهر خواهرخواندهٔ شهرهای زیر است:
- بزانسون فرانسه (۱۹۵۹)
- اینسبروک اتریش (۱۹۶۳)
- پادوآ ایتالیا (۱۹۶۷)
- گیلفورد بریتانیا (۱۹۷۹)
- مدیسون ایالات متحدهٔ آمریکا (۱۹۸۷)
- ماتسویاما ژاپن (۱۹۸۸)
- لِمبرگ اوکراین (۱۹۸۹)
- گرانادا اسپانیا (۱۹۹۱)
- اصفهان ایران (۲۰۰۰).

## نگارخانه

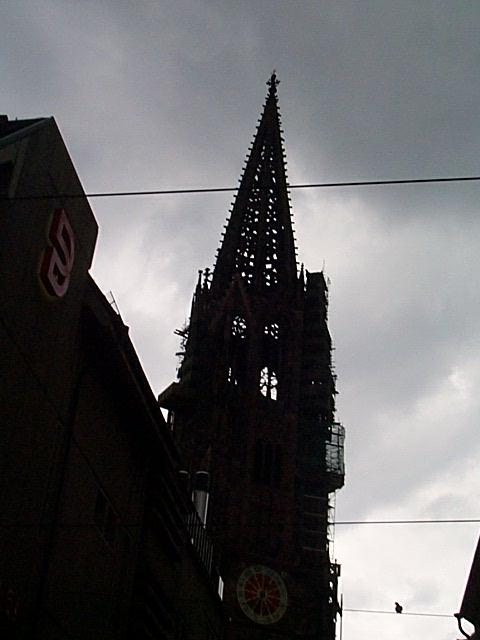
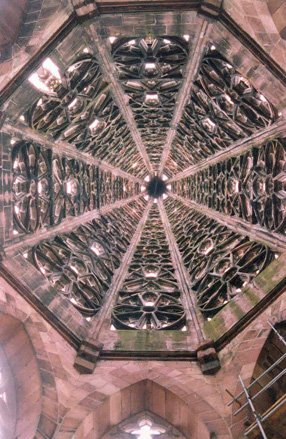
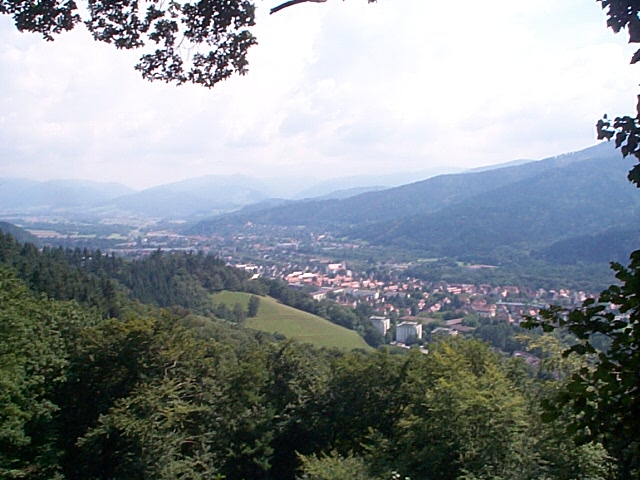
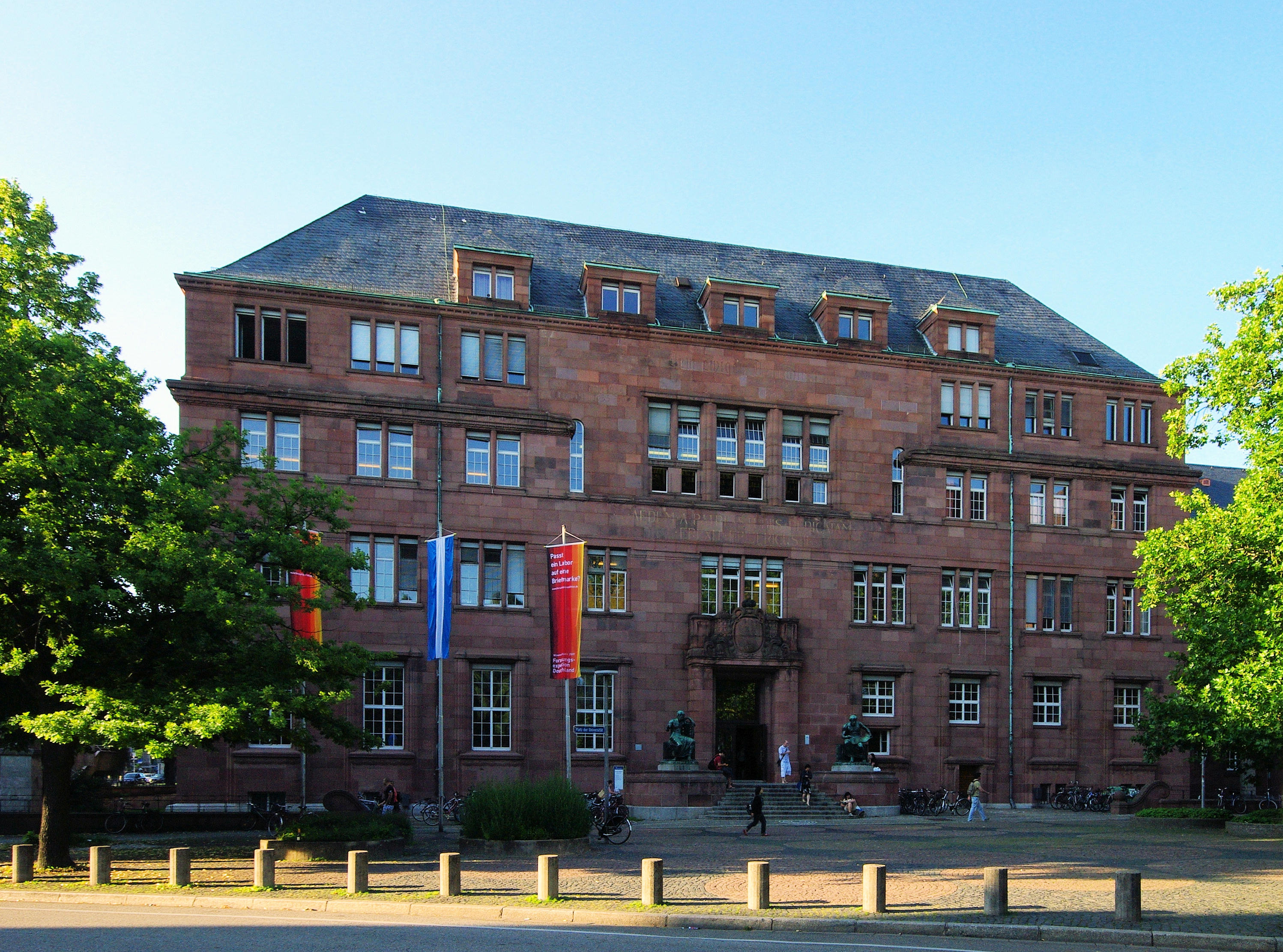
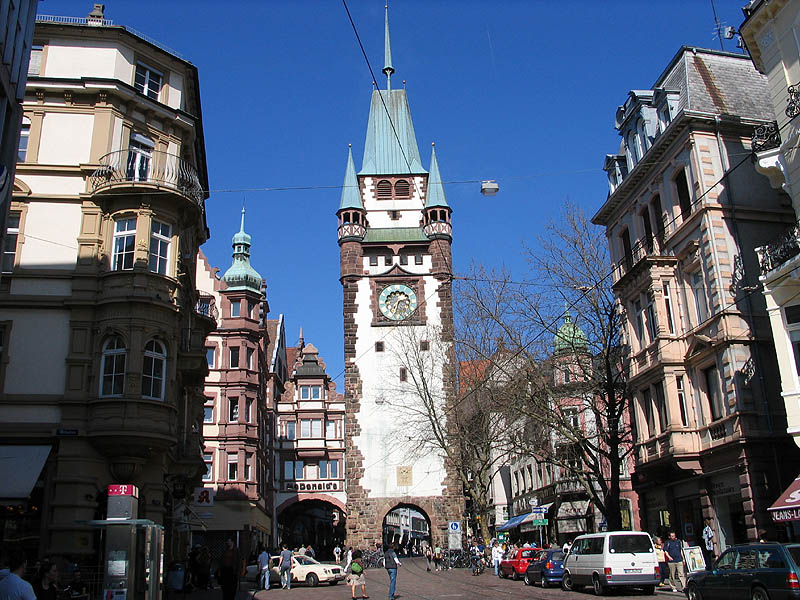
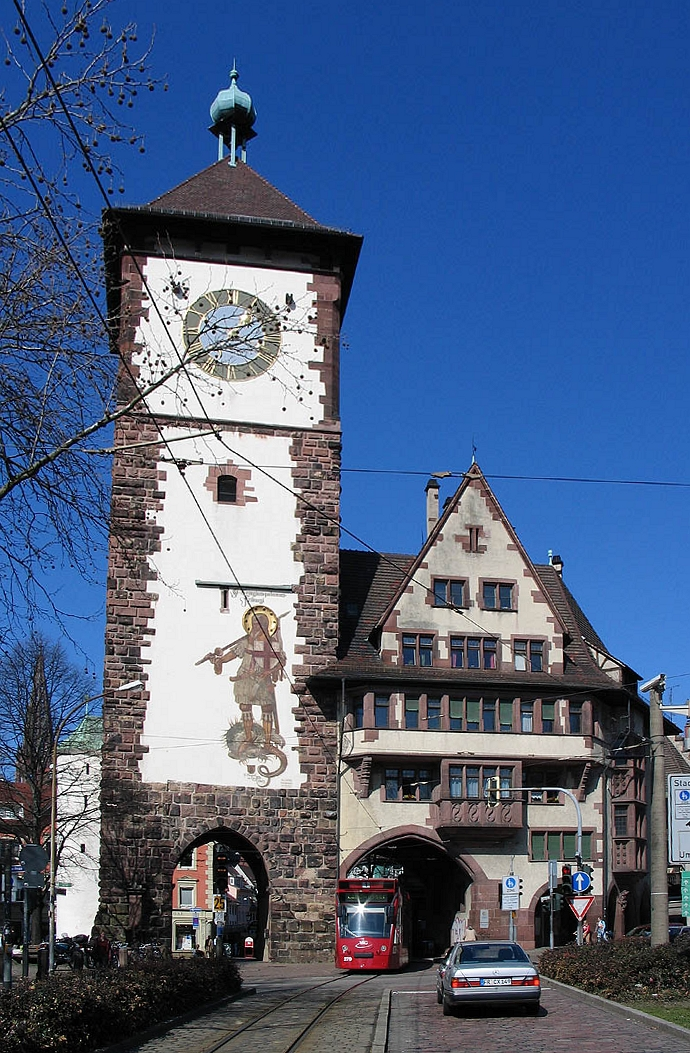
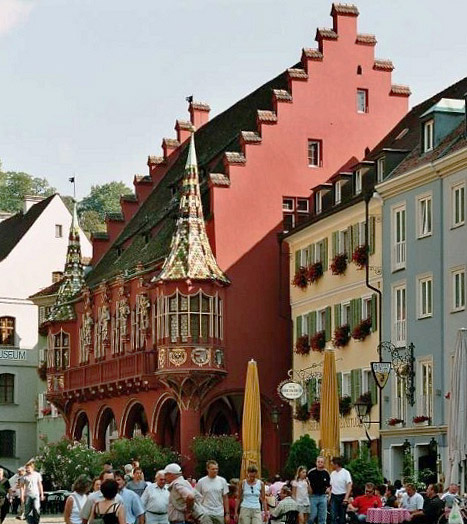
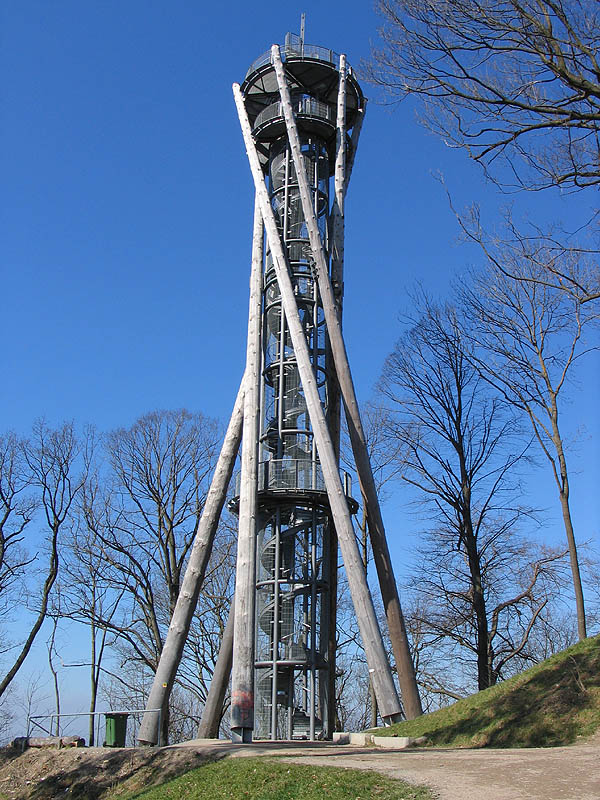
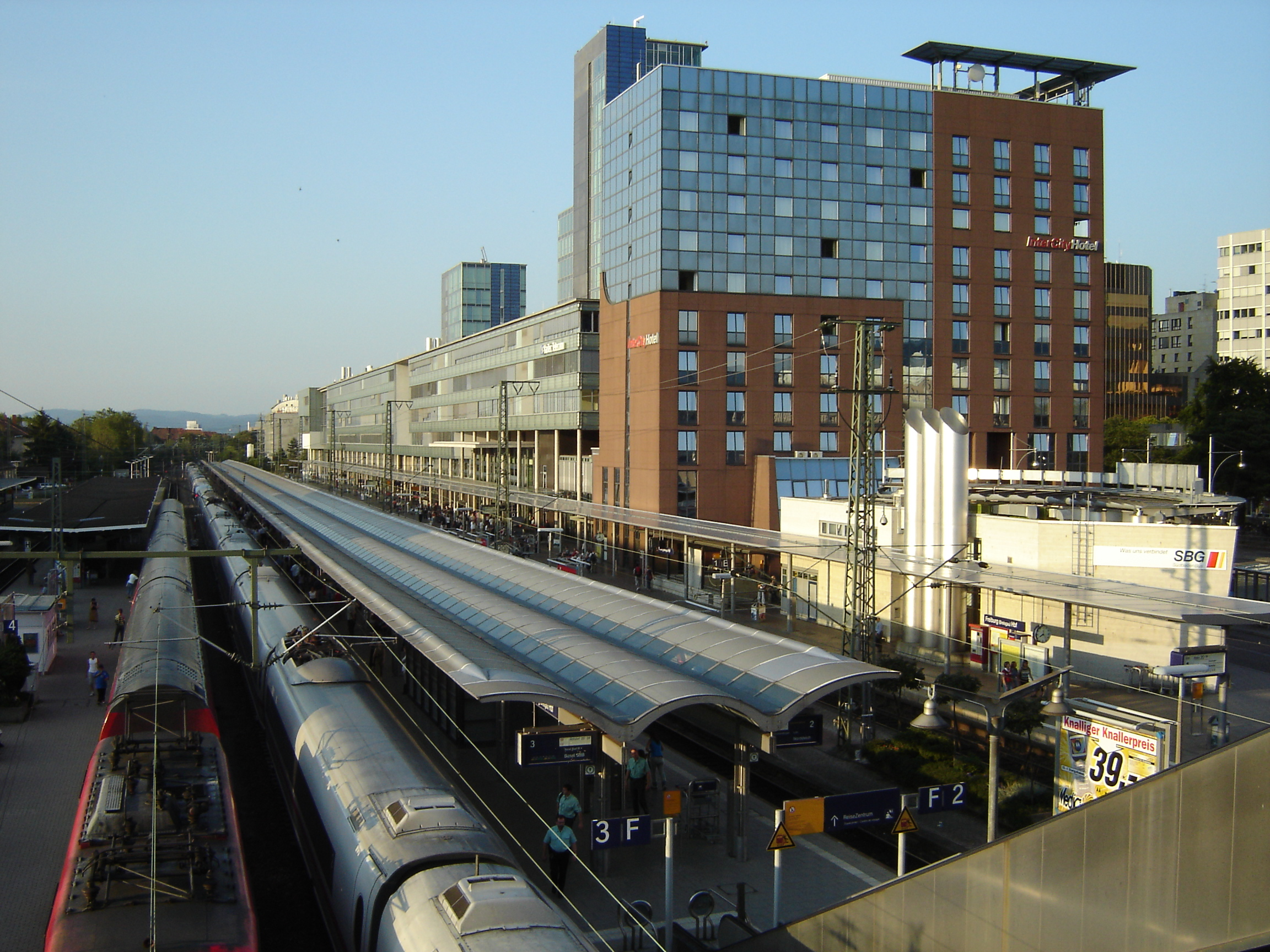
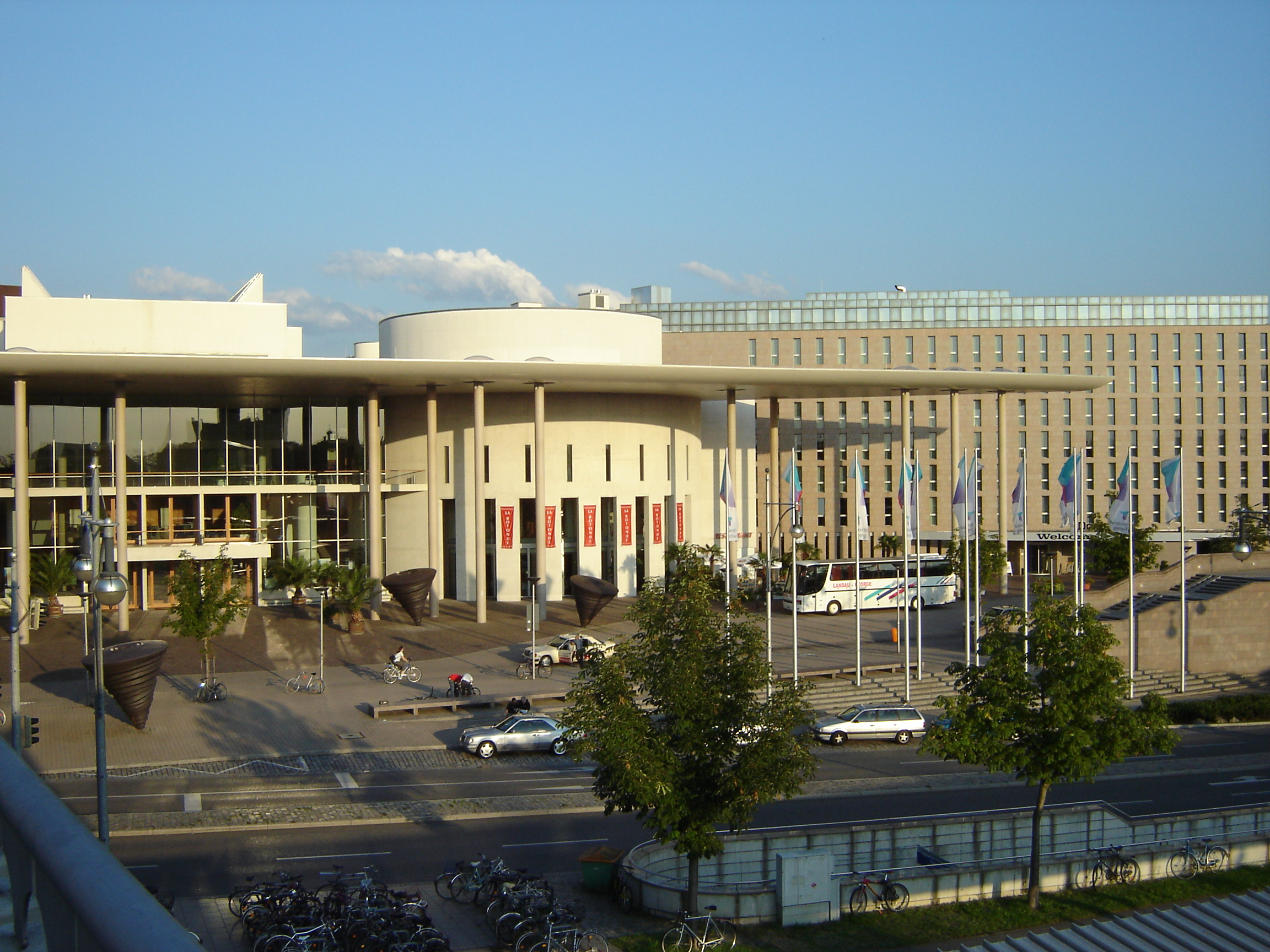
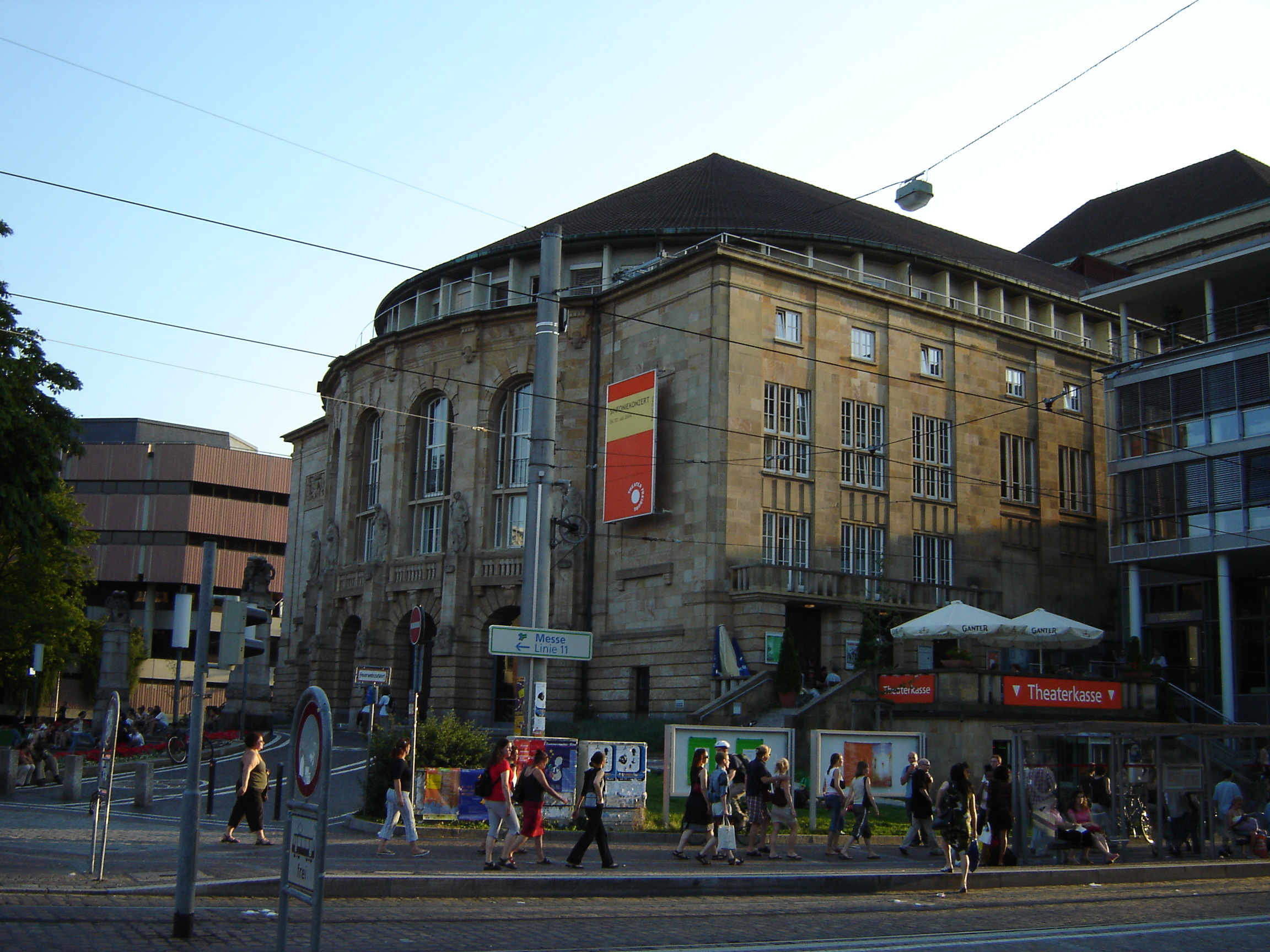
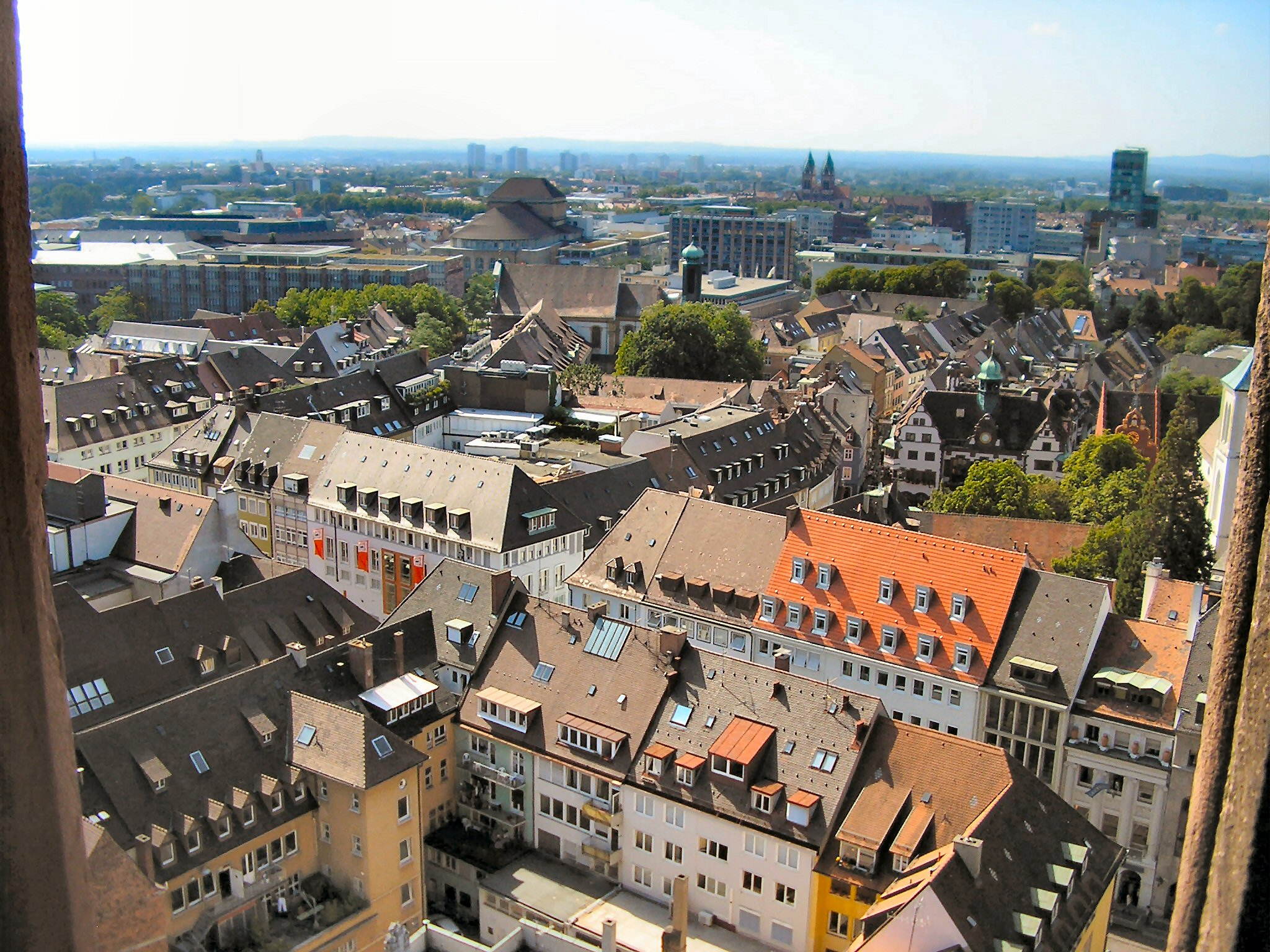
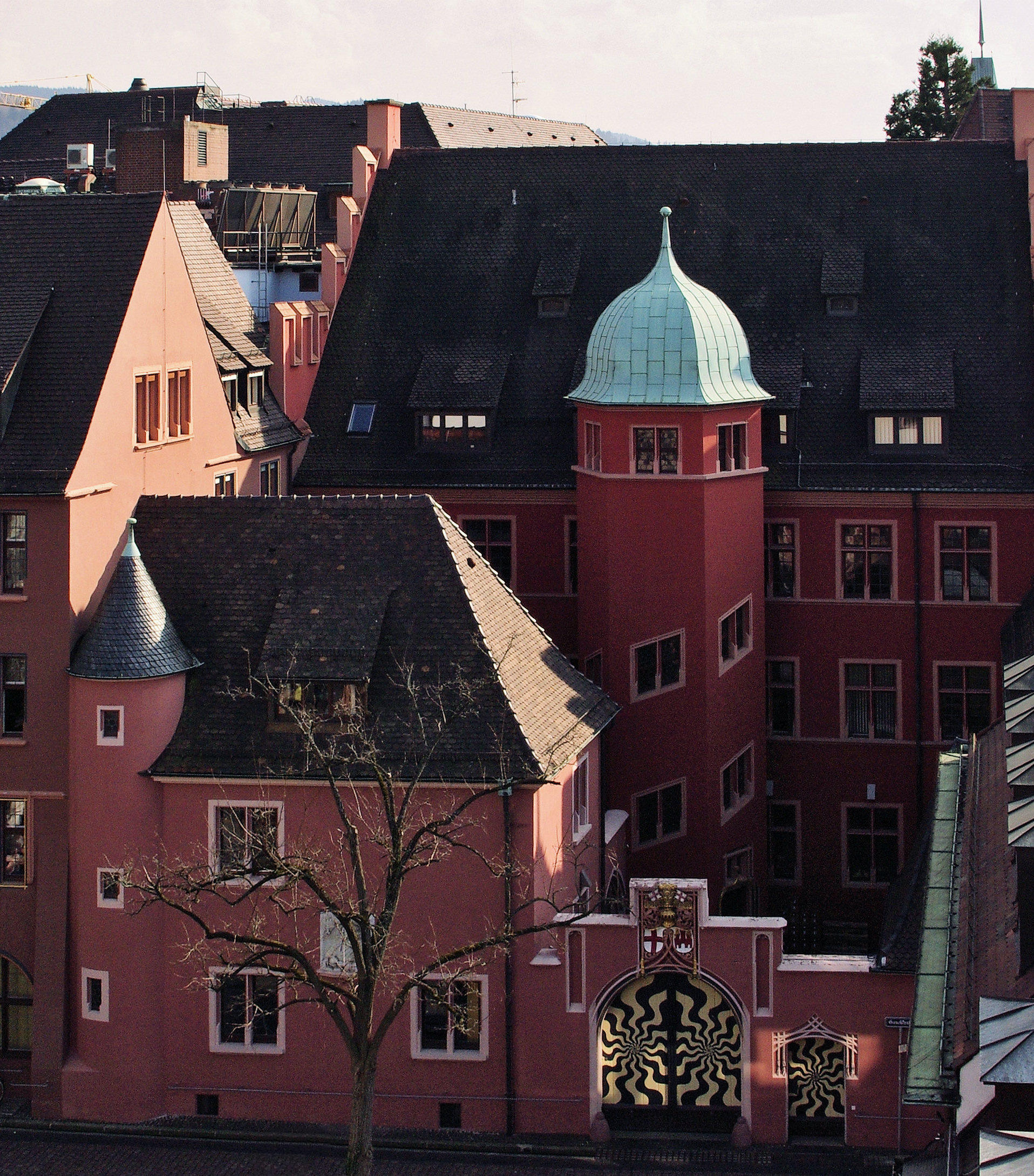
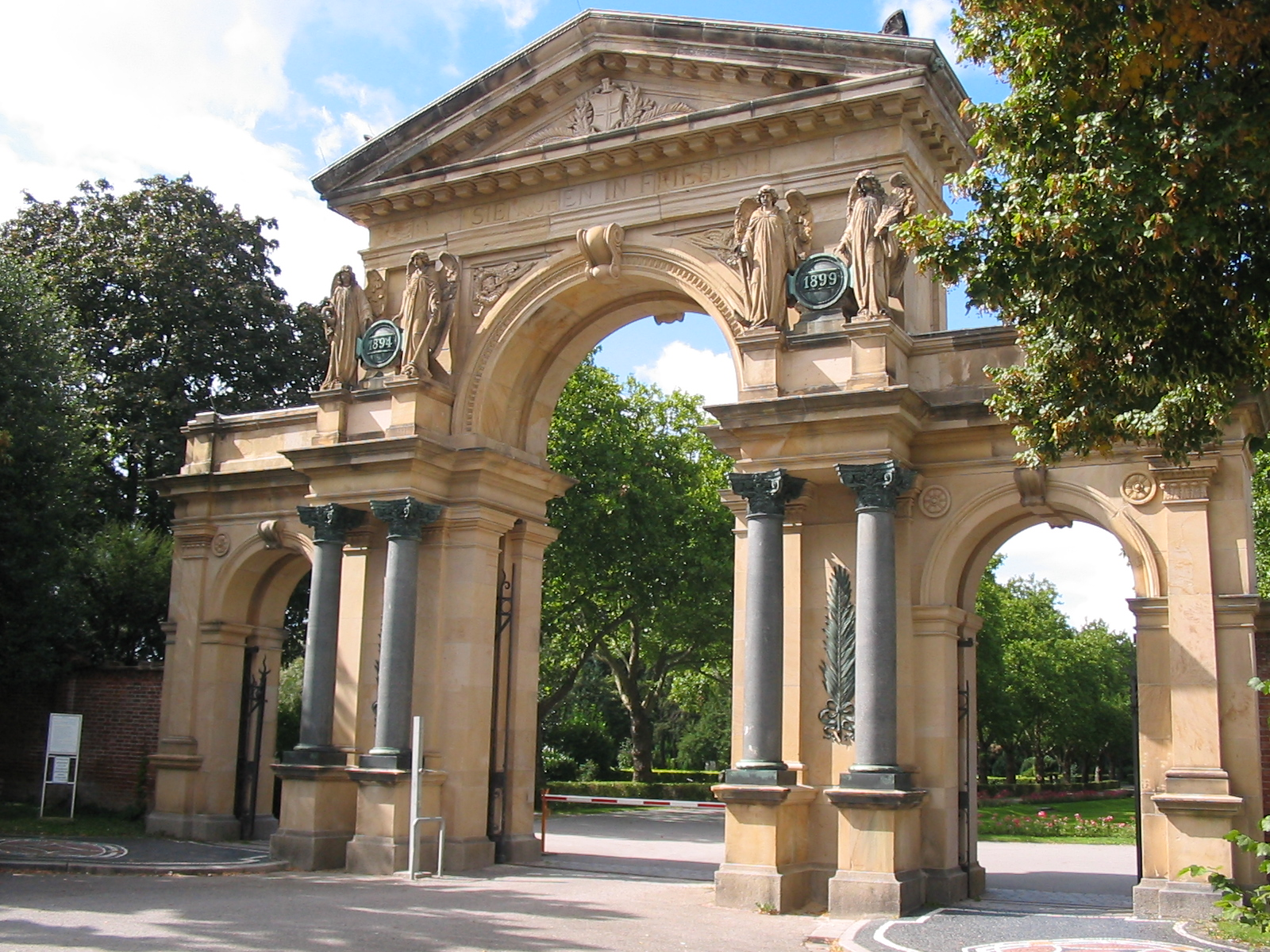